# Charles Hermans
Pour les articles homonymes, voir Hermans.
Charles Hermans, né à Bruxelles en Belgique le 17 août 1839 et mort à Menton aux Alpes-Maritimes en France, le 7 décembre 1924, est un peintre belge.

## Biographie

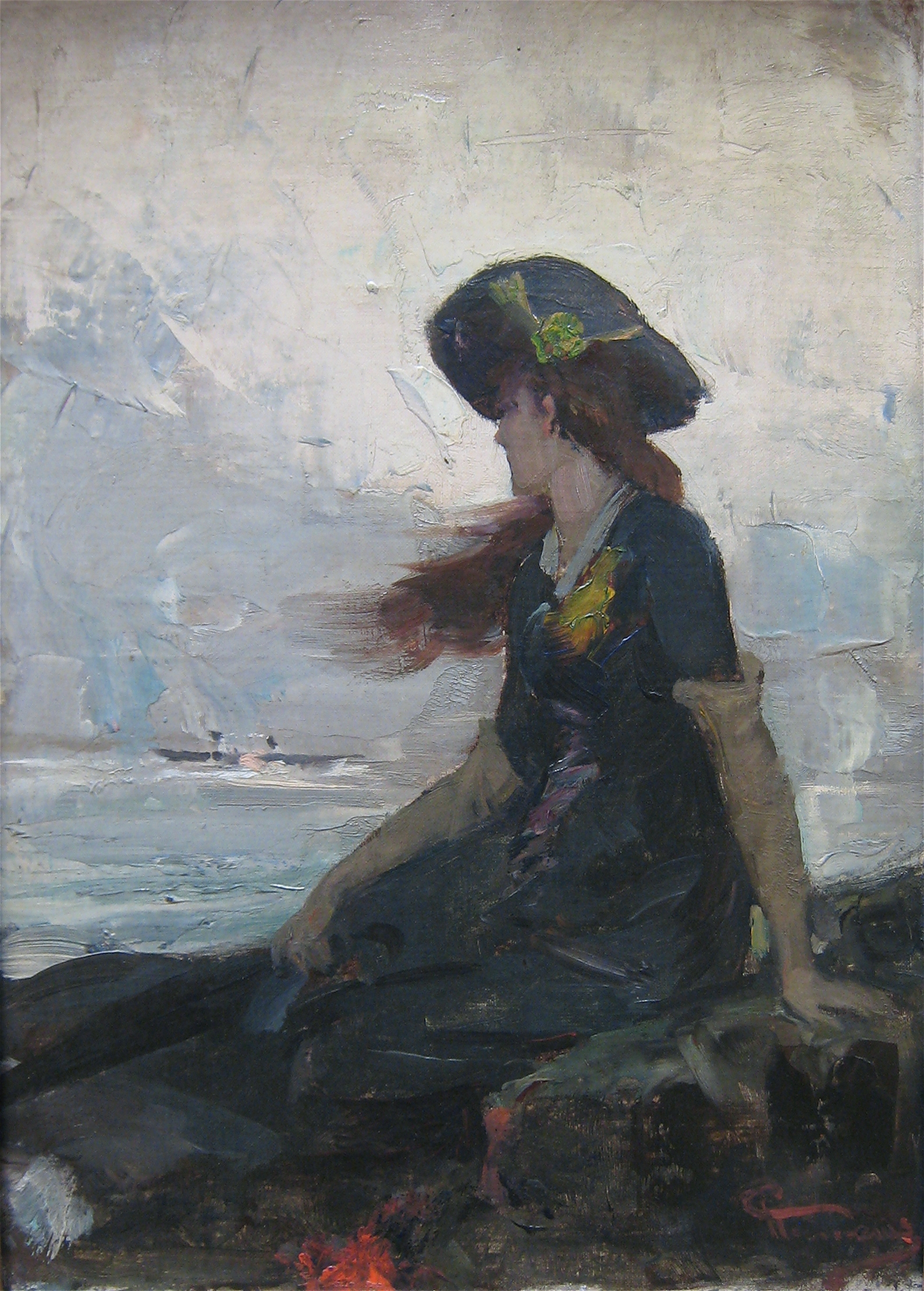
Jeune fille au bord de la mer
Musée d'Ixelles.

Hermans est né d’une famille bourgeoise n’ayant jamais fait obstacle à ses aspirations artistiques. À Bruxelles, Hermans fut élève des peintres François-Joseph Navez et Louis Gallait avant de passer par l’atelier Saint Luc à Bruxelles, un atelier libre et une alternative à l’enseignement traditionnel académique. Entre 1858 et 1861, il étudia auprès du peintre Charles Gleyre à l’École centrale des Beaux-Arts, une école d’art officielle parisienne.
De 1862 à 1867, Hermans demeura en Italie où il devint passionné par la vie monastique de Rome, les moines étant pour lui, en tant qu’observateur scrupuleux, un sujet favori de nombreuses toiles de 1866 à 1869. Il fit ultérieurement encore plusieurs voyages, surtout dans la région méditerranéenne et en Espagne en particulier.
Hermans fut un membre de l’association Société libre des Beaux-Arts, fondée à Bruxelles le 1er mars 1868, réunissant plusieurs artistes naturalistes belges renommés (De Groux, Verwée, Meunier, Dubois, Artan, Rops, Smits, Baron…).
Hermans participa également à de grandes expositions internationales comme la section d’art de l’exposition universelle tenue à Paris en 1878 où l’on montra son À l’aube. Ses tableaux furent acquis par des musées, autant en Belgique qu’à l’étranger.

## À l'aube

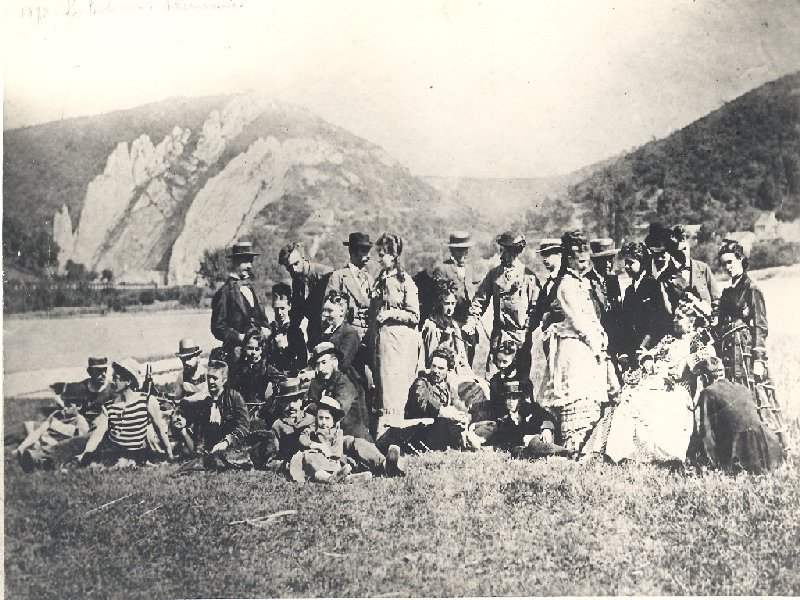
La colonie d’artistes d’Anseremme en 1872 : l’homme allongé au milieu à l’avant-plan, avec sa tête dénudée, est Charles Hermans, entouré d’amis artistes comme Julien Dillens, Félicien Rops et, derrière celui-ci, Caroline Dandoy, sœur de l’écrivain Charles de Coster.

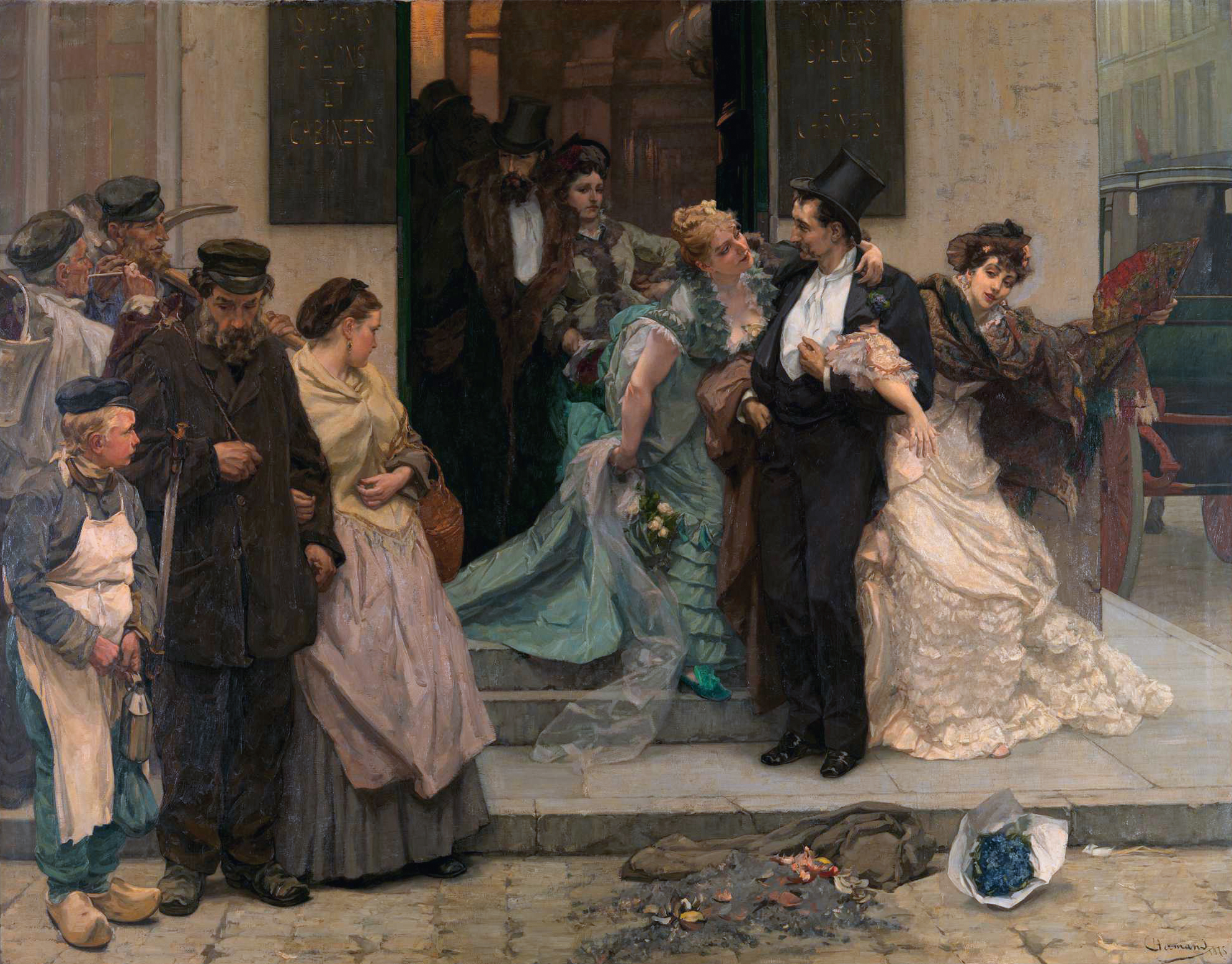
À l’aube de Charles Hermans, Musées royaux des beaux-arts de Belgique à Bruxelles, huile sur toile, 248 sur 317 cm, la signature et la date (1875), en bas à droite, n° d’inventaire 2812, achetée à l’artiste en 1881.

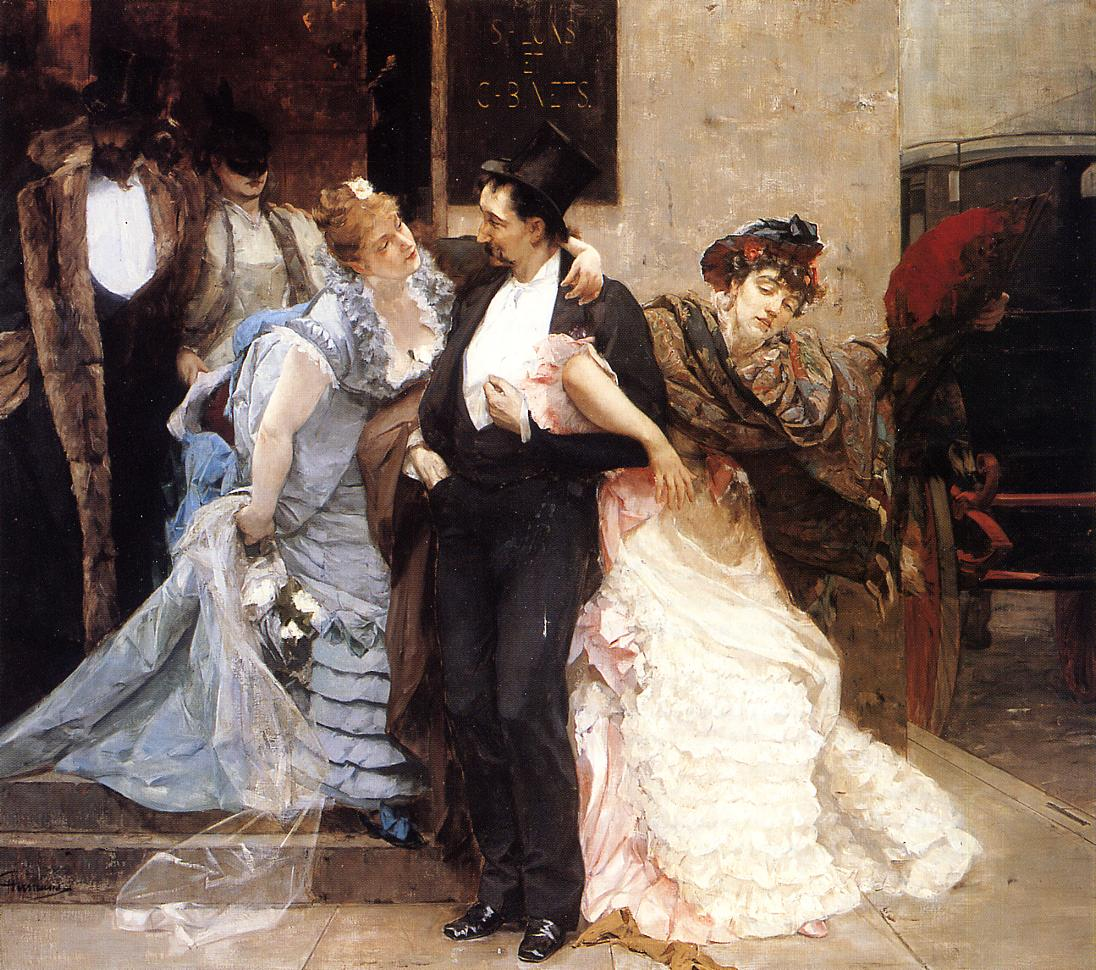
Detail d’À l’aube (voir plus haut).

Sa toile À l'aube, une œuvre clé du Réalisme dans la peinture belge, devint une sensation au Salon de Bruxelles de 1875, où il établit sa réputation. Il s’agit d’un premier manifeste, tant par le sujet réaliste que par ses tendances sociales, réalisé sur un format précédemment réservé à la peinture d’histoire. Ce tableau est partagé entre un groupe à gauche représentant les ouvriers flamands blonds (« germaniques ») et le groupe à droite avec ses représentants de la classe dirigeante de débauchés appartenant à la race latine, discernable par les cheveux foncés, accompagnés d’une femme blonde. Au matin, des riches dépravés en robe quittent le salon, un établissement de divertissement dans la capitale belge. Deux femmes s’accrochent à un homme ivre mort, de façon qu’il semble qu’une d’elles, celle ayant l’air de n’être pas moins enivrée que l’homme qu’elle accompagne, suivra bientôt le bouquet de fleurs dans sa chute dans l’égout. Des ouvriers se dirigent vers leur travail dans la rue. L’épouse de l’un d’entre eux – sa femme, d’après toute vraisemblance puisqu’elle tient son bras - pose un regard douloureux sur le spectacle pathétique près de la salle de bal, sur lequel aussi - mais depuis la porte - un homme vêtu d’un manteau doublé de fourrure et d’un chapeau de soie jette un coup d’œil, donnant ainsi l’impression que la confrontation avec la classe ouvrière ait touché son sentiment de honte. 
Si la prestation spectaculaire du peintre force à regarder d’une autre façon, il n'est pourtant pas ainsi que le tableau aurait été conçu comme un pamphlet politique.
 « Le grand succès du Salon de Bruxelles en 1875, marque une date aussi, plus significative. Ce fut, en Belgique, le manifeste de "l'école du gris" (c'est-à-dire du jour diffus et du plein air) et aussi de la modernité revendiquant ses droits contre la peinture d'histoire. Mais le meilleur commentaire de ce tableau tout à fait remarquable a été donné par l'auteur lui-même. Résumons-le d'après un de ses biographes. M. de Taeye, qui le publie dans les Artistes belge contemporaines : « J'ai cherché à être aussi sincère que possible, tout en évitant d'être à la fois trop sentimental et trop réaliste. Je me suis mis en quelque sorte à la place des ouvriers de l'avant-plan qui, frais et dispos, se rendent paisiblement au travail le matin, alors que les débauchés, en habit noir, sortent bruyamment des bouges dorés où ils ont passé la nuit. Je me suis même, un lendemain de carnaval, levé avant le soleil pour assister au défilé de mes acteurs. J'ai reproduit la scène absolument comme elle a fait impression sur mon imagination, me contentant de rester aussi simple que possible. On a prétendu que mon tableau avait une portée socialiste. C'est une erreur. Je n'ai jamais songé à ennoblir l'ouvrier en montrant la décadence du débauché. Et c'est même pour cela que j'ai renoncé à mon idée première de faire de l'une des grandes vicieuses sortant du cabinet particulier la sœur de l'ouvrière marchant à côté de son mari. L'exécution de cette idée aurait, en effet, nécessité un jeu de physionomie qui me paraissait légèrement sentimental et trop romantique. » » (Maurice Sulzberger, Critique d'art à l'Étoile belge).

## Distinction
- Chevalier de l'ordre de Léopold (18 novembre 1875)[6].